# روبرت فوریپ
روبرت فوریپ (آلمانی: Robert Froriep؛ ‏ ۲ فوریهٔ ۱۸۰۴ – ۱۵ ژوئن ۱۸۶۱) پزشک و کالبدشناس اهل آلمان بود.
وی در رشتهٔ پزشکی در شهر بن تحصیل کرد و کمی بعد در دپارتمان آسیب‌شناسی به‌عنوان کالبدشکاف و مسئول نگهداری، در بیمارستان شاریته مشغول به کار شد. از شاگردان او در اینجا می‌توان به رودلف ویرشو اشاره کرد که در سال ۱۸۴۷ چایگزین او شد.
روبرت فوریپ کتاب «شرحی بر بیماری‌های جلدی» توماس بیتمن را به آلمانی ترجمه کرد و سپس یا کار ترجمهٔ آثار پزشکی غیرآلمانی ادامه داد که از جمله می‌توان به ترجمهٔ کتاب‌های استلی کوپر و گیوم دوپوئیتران اشاره کرد.
در سال ۱۸۴۳ میلادی، فوریپ نخستین توصیف از نوعی اختلال را ارائه داد که بعدها به نام فیبرومیالژیا شناخته شد و شرح داد که در این بیماری، «رماتیسم دردناک به همراه نقاط سفت» وجود داد که در بسیاری از نقاط بدن قابل لمس است.